# Krestovka
La Krestovka (in russo  Крестовка?) è un fiume dell'Estremo Oriente della Russia, tributario di destra della Kolyma. Scorre nello Srednekolymskij ulus della Sacha-Jakuzia.
Il fiume ha inizio tra le montagne al confine tra la Jakuzia e la Čukotka. Scorre in una direzione generale verso nord, nel basso corso gira a nord-ovest. Sfocia nel fiume Kolyma a 396 km dalla sua foce, di fronte all'insediamento di Verchnie Kresty.  La sua lunghezza è di 136 km; il bacino del fiume è di 1 040 km². La larghezza del fiume vicino alla foce è di 36 metri, la profondità è di 1,2 m.